# Scrittura pahlavi

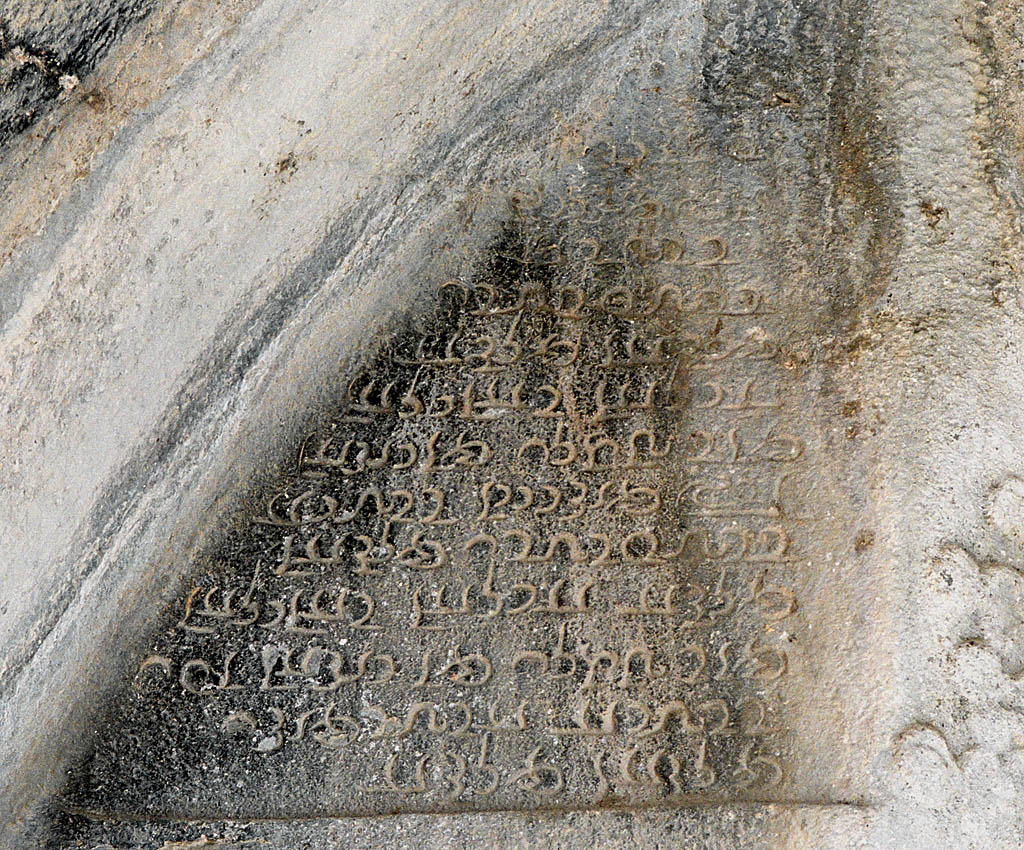
Iscrizione Pahlavi di Sapore III, presso Taq-e Bostan del IV secolo

Il pahlavi o pahlevi indica una particolare forma di scrittura delle lingue medio-persiane. Le caratteristiche essenziali del pahlavi sono:
- l'uso di una specifica scrittura derivata dall'aramaico, detta "scrittura pahlavi"
- l'alta presenza di parole aramaiche usate come logogrammi (chiamate hozwārishn, ovvero "arcaismi").

Le composizioni pahlavi sono presenti in dialetti/etnoletti di Partia, Persia, Sogdiana, Scizia e Khotan.

Indipendentemente dalla variante per cui il sistema di scrittura pahlavi è stato usato, la forma scritta della lingua si qualifica come "pahlavi" solo quando ha le suddette caratteristiche.
Il pahlavi può essere così definito come un sistema di scrittura applicato (ma non unico) a uno specifico gruppo linguistico, ma con alcune caratteristiche estranee al gruppo.

Gran parte della letteratura pahlavi rimane essenzialmente orale.

## Etimologia
Il termine "pahlavi" deriverebbe dalla parola di lingua parta parthav o parthau, che significa Partia, una regione a sudest del Mar Caspio, con il suffisso -i che denota la lingua e il popolo di quella regione.
Se l'etimologia è corretta, parthav presumibilmente diventò pahlaw attraverso lo slittamento del gruppo «rt» (o in altri casi «rd») a «l».

## Dialetti letterari
- Pahlavi arsacide (lingua parta)
- Pahlavi sasanide (medio persiano)
- Pahlavi del dopo-conquista

## Unicode
Il pahlavi è stato inserito nello standard Unicode nell'ottobre 2009 con l'uscita della versione 5.2.
È stata anche proposta l'introduzione del Salterio pahlavi e del Pahlavi dei libri.
Il blocco Unicode per il pahlavi delle iscrizioni è U+10B60–U+10B7F.